# Отфрид Милиус
Отфрид Милиус (нем. Otfrid Mylius; настоящее имя Карл Мюллер — нем. Müller; 8 февраля 1819, Штутгарт — 28 ноября 1889, Штутгарт) — немецкий писатель, редактор, переводчик.

## Биография
Карл Мюллер родился в Штутгарте в бедной семье. Получил школьное образование. С 13 лет работал в книгопечатной мастерской. Занимался самообразованием, пробовал писать. Окончил Тюбингенский университет. В 1842 году стал редактором развлекательного журнала Erheerungen. В 1869 году перешёл на должность соредактора газеты Allgemeinen Familienzeitung Германа Шёнлейна. Мюллер также работал в других журналах этого издателя. В 1885 году Карл Мюллер получил должность редактора журнала Das Ausland.
Помимо редакторской деятельности Карл Мюллер публиковал рассказы, развлекательные романы, научно-популярные эссе. Одна их наиболее известных работ — перевод на немецкий язык «Иллюстрированной истории Соединенных Штатов для школ и семей» Бенсона Джона Лоссинга, вышедшая в 1858 году. Для своих более поздних книг Мюллер использовал псевдонимы Отфрид Милиус (нем. Otfrid Mylius) и Франц фон Эллинг (нем. Franz von Elling).
Произведения Карла Мюллера имели популярность у публики, в том числе и за пределами его родного города, но быстро забывались. Среди специалистов и критиков выше ценились его ранние работы, через остросюжетное повествование в подробностях описывавшие особенности американской и африканской природы и культуры. Эти книги считались полезной подростковой литературой, некоторые переводились на английский и французский языки.

## Основные романы
- Graveneck
- Die Irre vou Eschenau
- Neue Pariser Mysterien
- Neue Londoner Mysterien
- Das Testament von St. Helena
- Die Weisse Frau
- Die Turken vor Wien
- Am Hof der nordischen Semiramis
- Die Opfer des Mammon

Избранные рассказы и повести вышли в 1874 году в Лейпциге.